# Министерство здравоохранения Турции
Министерство здравоохранения Турецкой Республики (тур. Türkiye Cumhuriyeti Sağlık Bakanlığı) — высший орган правительства Турецкой Республики, отвечающий за здравоохранение в Турции.

## Функции
- Защита здоровья граждан и населения в целом, составление планов и программ для этих нужд и их осуществление.
- Обеспечение профилактической и терапевтической медицины и реабилитационных услуг для борьбы с инфекционными, эпидемическими и социальными заболеваниями.
- Охрана материнства и детства, обеспечение услуг по планированию семьи.
- Всесторонний контроль за производством и потреблением наркотиков и психотропных веществ, фармацевтических и лекарственных веществ и препаратов, открытие и управление организациями по их распространению.
- Производство и, при необходимости, импортирование необходимых вакцин, сыворотки и других компонентов крови и лекарств.
- Контроль за производством пищевых продуктов, в сотрудничестве с Министерством сельского и лесного хозяйства и местными администрациями.
- Обеспечение профилактических и превентивных мер против проникновения инфекционных, особенно эпидемических заболеваний человека через пограничные пункты, морские и воздушные порты.
- Координация и надзор за деятельностью учреждений и организаций противораковой, противотуберкулёзной и военной медицины.
- Создать и эксплуатация необходимых средств для выполнения этих функций, обучение персонала.
- Сотрудничество с международными и национальными учреждениями и организациями в сфере здравоохранения.

## Структура
В состав Министерства здравоохранения входят:

- Агентство по лекарствам и медицинскому оборудованию
- Управление институтов здравоохранения

## Министры здравоохранения
(по данным официального сайта министерства)

| 1                                                          | Аднан Адывар          | 3 мая 1920 — 10 марта 1921        | Кемаль Ататюрк → Февзи Чакмак                                             |
| 2                                                          | Рефик Сайдам          | 10 марта 1921 — 20 декабря 1921   | Февзи Чакмак                                                              |
| 3                                                          | Рыза Нур              | 24 декабря 1921 — 27 октября 1923 | Февзи Чакмак → Рауф Орбай → Али Фетхи                                     |
| Министры здравоохранения и социальной политики (1923—1980) |                       |                                   |                                                                           |
| 4                                                          | Рефик Сайдам          | 30 октября 1923 — 21 ноября 1924  | Мустафа Исмет                                                             |
| 5                                                          | Мазхар Гермен         | 22 ноября 1924 — 3 марта 1925     | Али Фетхи                                                                 |
| 6                                                          | Рефик Сайдам          | 4 марта 1925 — 25 октября 1937    | Мустафа Исмет / Исмет Инёню                                               |
| 7                                                          | Ахмет Хулуси Аталаш   | 25 октября 1937 — 18 января 1945  | Махмуд Джеляль Баяр → Рефик Сайдам → Ахмет Фикри Тюзер → Шюкрю Сараджоглу |
| 8                                                          | Сади Конук            | 18 января 1945 — 5 августа 1946   | Шюкрю Сараджоглу                                                          |
| 9                                                          | Бехчет Уз             | 7 августа 1946 — 10 июня 1948     | Реджеп Пекер → Хасан Сака                                                 |
| 10                                                         | Кемали Баязыт         | 10 июня 1948 — 22 мая 1950        | Хасан Сака → Шемсеттин Гюналтай                                           |
| 11                                                         | Нихат Решат Бельгер   | 22 мая 1950 — 19 сентября 1950    | Аднан Мендерес                                                            |
| 12                                                         | Экрем Хайри Устюндаг  | 20 сентября 1950 — 17 мая 1954    | Аднан Мендерес                                                            |
| 13                                                         | Бехчет Уз             | 18 мая 1954 — 9 декабря 1955      | Аднан Мендерес                                                            |
| 14                                                         | Нафиз Кёрез           | 9 декабря 1955 — 25 ноября 1957   | Аднан Мендерес                                                            |
| 15                                                         | Лютфи Кырдар          | 26 ноября 1957 — 27 мая 1960      | Аднан Мендерес                                                            |
| 16                                                         | Нусрет Карасу         | 27 мая 1960 — 25 августа 1960     | Джемаль Гюрсель                                                           |
| 17                                                         | Нусрет Хасан Фишек    | 25 августа 1960 — 5 сентября 1960 | Джемаль Гюрсель                                                           |
| 18                                                         | Унер, Салих Рагип     | 5 сентября 1960 — 20 ноября 1961  | Джемаль Гюрсель → Эмин Фахреттин Оздилек                                  |
| 19                                                         | Сюлейман Суат Серен   | 20 ноября 1961 — 26 июня 1962     | Исмет Инёню                                                               |
| 20                                                         | Юсуф Азизоглу         | 26 июня 1962 — 26 октября 1963    | Исмет Инёню                                                               |
| 21                                                         | Фахреттин Керим Гёкай | 5 ноября 1963 — 26 декабря 1963   | Исмет Инёню                                                               |
| 22                                                         | Кемаль, Демир         | 26 декабря 1963 — 20 февраля 1965 | Исмет Инёню                                                               |
| 23                                                         | Фарук Сюкан           | 22 февраля 1965 — 27 октября 1965 | Суат Хайри Ургюплю                                                        |
| 24                                                         | Эдип Сомуноглу        | 27 октября 1965 — 1 апреля 1967   | Сюлейман Демирель                                                         |
| 25                                                         | Озкан, Ведат Али      | 1 апреля 1967 — 12 марта 1971     | Сюлейман Демирель                                                         |
| 26                                                         | Тюркан Акйол          | 26 марта 1971 — 13 декабря 1971   | Нихат Эрим                                                                |
| 27                                                         | Джевдет Айкан         | 13 декабря 1971 — 23 мая 1972     | Нихат Эрим → Ферит Мелен                                                  |

| №                                                    | Министр                 | Каденция                           | Глава правительства                    |
| ---------------------------------------------------- | ----------------------- | ---------------------------------- | -------------------------------------- |
| 28                                                   | Кемаль, Демир           | 23 мая 1972 — 16 апреля 1973       | Ферит Мелен                            |
| 29                                                   | Вефа Таныр              | 16 апреля 1973 — 26 января 1974    | Наим Талу                              |
| 30                                                   | Селахаттин Джизрелиоглу | 26 января 1974 — 18 ноября 1974    | Бюлент Эджевит                         |
| 31                                                   | Кемаль, Демир           | 18 ноября 1974 — 18 апреля 1977    | Сади Ырмак → Сюлейман Демирель         |
| 32                                                   | Вефа Таныр              | 18 апреля 1977 — 21 июня 1977      | Сюлейман Демирель                      |
| 33                                                   | Джелаль Эртуг           | 21 июня 1977 — 21 июля 1977        | Бюлент Эджевит                         |
| 34                                                   | Дженгиз Гёкчек          | 21 июня 1977 — 5 января 1978       | Сюлейман Демирель                      |
| 35                                                   | Мете Тан                | 5 января 1978 — 12 ноября 1979     | Бюлент Эджевит                         |
| 36                                                   | Мюниф Исламоглу         | 12 ноября 1979 — 12 сентября 1980  | Сюлейман Демирель                      |
| Министры здравоохранения (1980 — по настоящее время) |                         |                                    |                                        |
| 37                                                   | Неджми Аяноглу          | 22 сентября 1980 — 23 декабря 1981 | Бюлент Улусу                           |
| 38                                                   | Кая Кылычтургай         | 23 декабря 1981 — 23 декабря 1983  | Бюлент Улусу                           |
| 39                                                   | Мехмет Айдын            | 23 декабря 1983 — 17 октября 1986  | Тургут Озал                            |
| 40                                                   | Мустафа Калемли         | 17 октября 1986 — 21 декабря 1987  | Тургут Озал                            |
| 41                                                   | Бюлент Акарджалы        | 21 декабря 1987 — 26 июня 1988     | Тургут Озал                            |
| 42                                                   | Джемиль Чичек           | 26 июня 1988 — 26 июня 1988        | Тургут Озал                            |
| 43                                                   | Нихат Китапчи           | 6 июня 1988 — 31 марта 1989        | Тургут Озал                            |
| 44                                                   | Халиль Шивгын           | 31 марта 1989 — 23 июня 1991       | Тургут Озал → Йылдырым Акбулут         |
| 45                                                   | Яшар Эрйылмаз           | 23 июня 1991 — 20 ноября 1991      | Месут Йылмаз                           |
| 46                                                   | Йылдырым Актуна         | 20 ноября 1991 — 25 июня 1993      | Сюлейман Демирель                      |
| 47                                                   | Рыфат Сердароглу        | 25 июня 1993 — 28 ноября 1993      | Тансу Чиллер                           |
| 48                                                   | Казым Динч              | 28 ноября 1993 — 15 августа 1994   | Тансу Чиллер                           |
| 49                                                   | Доган Баран             | 15 августа 1994 — 7 марта 1996     | Тансу Чиллер                           |
| 50                                                   | Йылдырым Актуна         | 7 марта 1996 — 26 апреля 1997      | Месут Йылмаз → Неджметтин Эрбакан      |
| 51                                                   | Нафиз Курт              | 30 апреля 1997 — 13 мая 1997       | Неджметтин Эрбакан                     |
| 52                                                   | Исмаил Каракую          | 13 мая 1997 — 30 июня 1997         | Неджметтин Эрбакан                     |
| 53                                                   | Халиль Ибрахим Озсой    | 30 июня 1997 — 11 января 1999      | Месут Йылмаз                           |
| 54                                                   | Мустафа Гювен Карахан   | 11 января 1999 — 29 мая 1999       | Бюлент Эджевит                         |
| 55                                                   | Осман Дурмуш            | 29 мая 1999 — 19 ноября 2002       | Бюлент Эджевит                         |
| 56                                                   | Реджеп Акдаг            | 20 ноября 2002 — 24 января 2013    | Абдуллах Гюль → Реджеп Тайип Эрдоган   |
| 57                                                   | Мехмет Мюэззиноглу      | 24 января 2013 — 24 мая 2016       | Реджеп Тайип Эрдоган → Ахмет Давутоглу |
| 58                                                   | Реджеп Акдаг            | 24 мая 2016 — 19 июня 2017         | Бинали Йылдырым                        |
| 59                                                   | Ахмет Демирджан         | 19 июня 2017 — 9 июля 2018         | Бинали Йылдырым                        |
| 60                                                   | Фахреттин Коджа         | 10 июля 2018 — 2 июля 2024         |                                        |
| 61                                                   | Кемаль Мемишоглу        | со 2 июля 2024 (действующий)       |                                        |